# Габышев, Николай Алексеевич
Николай Алексеевич Габышев (10 апреля 1922, Хомустах, Верхневилюйский улус, Якутская губерния — 8 декабря 1991) — якутский прозаик, драматург и переводчик. Заслуженный работник культуры Республики Саха (Якутия).

## Биография
Окончил Якутский педагогический институт, Высшие литературные курсы при Литературном институте имени А. М. Горького. Долгое время работал педагогом и журналистом. Заведовал отделом прозы редакции журнала «Хотугу сулус». Печатался с 1946 года.
Николай Габышев перевёл на якутский язык роман В. Ажаева «Далеко от Москвы», пьесы М. Шатрова, А. Корнейчука и др. Создал школьные программы, учебники и хрестоматии по якутской литературе.
Награждён медалями и почётными грамотами.